# Aeda (luna)
Aeda (grško Αοιδή: Aoide) je Jupitrov naravni satelit (luna). Spada med  nepravilne lune z retrogradnim gibanjem. Je članica Pasifajine skupine Jupitrovih lun, ki krožijo okoli Jupitra v razdalji 22,8 do 24,1 Gm in imajo naklon tira med 144,5°  in 158,3°.
Luno Aedo je leta 2003 odkrila skupina astronomov, ki jo je vodil Scott S. Sheppard z Univerze Havajev. Prvotno so jo označili kot S/2003 J 7. Znana je tudi kot Jupiter XLI. 
Ime je dobila po muzi Aedi (hčerka Zevsa) iz grške mitologije. 
Luna Aeda  ima premer okoli 4 km in obkroža Jupiter v povprečni razdalji 23,981.000 km. Obkroži ga v  761 dneh in 12 urah po krožnici z veliko izsrednostjo (ekscentričnostjo), ki ima naklon tira okoli 160° glede na ekliptiko oziroma 162° na ekvator Jupitra. 
Njena gostota je ocenjena na 2,6 g/cm3, kar kaže, da je sestavljena iz kamnin. 
Luna izgleda zelo temna, ima odbojnost 0,04. Njen navidezni sij je 22,5 m.